# Делниці
Де́лнице (хорв. Delnice) — місто в Хорватії, у Приморсько-Горанській жупанії, неподалік від кордону зі Словенією, за 30 км на схід від Рієки і за 130 км на південний захід від столиці країни — Загреба. Найбільше місто Горського Котару — історичного району в континентальній частині країни, розташованого між долиною річки Купи та Адріатичним узбережжям.
Неподалік від міста розташований національний парк «Рисняк» (хорв. Risnjak). Околиці міста мальовничі й популярні серед любителів активного відпочинку, у тому числі й зимового. Популярні ці краї також серед мисливців. Туристична інфраструктура в останні роки розвивається і вдосконалюється.

## Історія
За часів Римської імперії по регіону Горський Котар проходив укріплений кордон імперії. Залишки фортифікаційних валів римського періоду збереглися в околицях Делниці до наших днів.
У ранньому середньовіччі Делниці і Горський Котар належали відомій династії Франкопанів — знатних і багатих місцевих князів. В XVI столітті регіон перейшов під владу іншої знатної феодальної родини — Зрінських. На стику XVII та XVIII століть Горский Котар увійшов до складу Австрійської імперії.
Після Першої світової війни Делниці у складі Королівства сербів, хорватів і словенців, пізніше Королівства Югославія.
Після розпаду Югославії в 1991 році місто стало частиною незалежної Хорватії.

## Населення
Населення громади за даними перепису 2011 року становило 5 952 осіб, 1 з яких назвала рідною українську мову. Населення самого міста становило 4379 осіб.
Динаміка чисельності населення громади:
Динаміка чисельності населення міста:

## Населені пункти
Крім міста Делниці, до громади також входять:
- Бела Водиця
- Бело
- Билєвина
- Брод-на-Купі
- Црний Луг
- Чедань
- Дедин
- Доня Крашичевиця
- Донє Тихово
- Доній Ложаць
- Доній Округ
- Доні Турни
- Гашпарці
- Голик
- Горня Крашичевиця
- Горнє Тихово
- Горній Ложаць
- Горній Округ
- Горні Турни
- Грбаєл
- Гуче Село
- Густий Лаз
- Хрватсько
- Ішевниця
- Калич
- Кочичин
- Криваць
- Купа
- Кужель
- Леска
- Лучице
- Мала Лашниця
- Мало Село
- Марія-Трошт
- Плайзи
- Подгора-Турковська
- Пожар
- Радочай-Бродський
- Раскриж'є-Тихово
- Разлоге
- Разлоський Округ
- Седалче
- Средня Крашичевиця
- Сухор
- Шеваль
- Турке
- Велика Лешниця
- Велика Вода
- Заголик
- Закрайць-Турковський
- Залесина
- Замост-Бродський
- Заполє-Бродсько
- Зелин-Црнолуський

## Клімат
Середня річна температура становить 7,46 °C, середня максимальна – 20,42 °C, а середня мінімальна – -6,49 °C. Середня річна кількість опадів – 1508 мм.
| Клімат міста                                  | Клімат міста | Клімат міста | Клімат міста | Клімат міста | Клімат міста | Клімат міста | Клімат міста | Клімат міста | Клімат міста | Клімат міста | Клімат міста | Клімат міста | Клімат міста |
| Показник                                      | Січ.         | Лют.         | Бер.         | Квіт.        | Трав.        | Черв.        | Лип.         | Серп.        | Вер.         | Жовт.        | Лист.        | Груд.        |              |
| Середній максимум, °C                         | 4,54         | 5,08         | 7,84         | 11,66        | 16,59        | 20,03        | 20,42        | 19,99        | 16,31        | 12,36        | 7,22         | 3,46         |              |
| Середня температура, °C                       | −0,98        | −0,42        | 2,34         | 6,15         | 11,07        | 14,52        | 16,60        | 16,18        | 12,50        | 8,54         | 3,39         | −0,37        |              |
| Середній мінімум, °C                          | −6,49        | −5,94        | −3,17        | 0,64         | 5,56         | 9,00         | 12,77        | 12,34        | 8,65         | 4,71         | −0,44        | −4,19        |              |
| Норма опадів, мм                              | 95           | 96           | 114          | 128          | 112          | 133          | 99           | 116          | 138          | 168          | 176          | 133          |              |
| Середньомісячна швидкість вітру, м/с          | 2.62         | 2.79         | 2.94         | 2.77         | 2.59         | 2.44         | 2.29         | 2.35         | 2.37         | 2.59         | 2.81         | 2.81         |              |
| Середньомісячна сонячна радіація, кДж/м²·день | 4261         | 7034         | 10257        | 14554        | 18703        | 20228        | 21737        | 18297        | 13508        | 8782         | 4646         | 3525         |              |
| --------------------------------------------- | ------------ | ------------ | ------------ | ------------ | ------------ | ------------ | ------------ | ------------ | ------------ | ------------ | ------------ | ------------ | ------------ |
| Джерело:                                      |              |              |              |              |              |              |              |              |              |              |              |              |              |